# 张柏峰
张柏峰（1942年—），男，河北昌黎人，中华人民共和国政治人物，曾任天津市高级人民法院院长、党组书记，二级大法官，第八届全国人大代表。